# Pocono Raceway
Der Pocono Raceway (ehemals Pocono International Raceway) ist ein Superspeedway in Blakeslee, in den Pocono Mountains im US-Bundesstaat Pennsylvania bei Long Pond. Es ist der Veranstaltungsort von zwei jährlichen Rennen der NASCAR Cup Series, die nur wenige Wochen voneinander getrennt im Juni und August stattfinden, sowie eines Rennens der IndyCar Series.
Der Pocono Raceway ist eine der ganz wenigen NASCAR-Strecken, der nicht im Besitz von Speedway Motorsports oder International Speedway Corporation ist. Er gehört neben dem South Boston Speedway in South Boston (Virginia) der Mattioli-Familie.
Neben den Rennen von NASCAR wird die Rennstrecke das ganze Jahr hindurch von Sportwagen- und Motorradclubs sowie Rennfahrerschulen genutzt. Das Tri-Oval besitzt zudem drei separate Sektionen im Infield der Strecke, den Nordkurs, Ostkurs und Südkurs. Jede der drei Sektionen nutzt einen separaten Teil des Tri-Ovals für seine Strecke. An den regulären Wochenenden, an denen keine Rennen stattfinden, können die Clubs die Rennstrecke gleichzeitig auf den unterschiedlichen Sektionen nutzen. Einige Sektionen erlauben auch das Fahren in beiden Fahrtrichtungen sowie die Kombination unter den Sektionen.

## Champ Cars/IndyCars
Zwischen 1971 und 1989 fuhr die IndyCar-Serie und die USAC National Championship auf dem Pocono Raceway und hielt ein Rennen über 500 Meilen ab. Im Jahre 1989 stellte Emerson Fittipaldi im Qualifying einen neuen Streckenrekord mit 211,715 mph (340,722 km/h) auf. Allerdings kam nach dem Rennen im Jahre 1989 Kritik auf, dass die Rennstrecke zu rau sei und die Sicherheitsmaßnahmen unzureichend seien. Daraufhin wurde Pocono vom Kalender gestrichen. In der Saison 2013 kehrte die IndyCar Series auf den Pocono Raceway zurück. Hierbei wurde im Qualifying von Marco Andretti ein neuer Streckenrekord mit 221,273 mph (356,028 km/h) aufgestellt.

## Race of Champions
Zwischen 1977 und 1991 fand auf dem Pocono Raceway das Race of Champions für Tourenwagen statt, einem prestigeträchtigen Rennen in den USA. Das Race of Champions war der Nachfolger der Langhorne National Open, die von 1951 bis 1971 in Pocono stattfanden. Champions von anderen Rennstrecken aus dem Nordosten und Südosten erhielten einen garantierten Startplatz, während zusätzlich ein großes Feld von Fahrern aus vielen anderen Bundesstaaten sich für die Rennen zu qualifizieren versuchten. In den ersten drei Jahren von 1977 bis 1979 fand das Rennen auf dem 2,5 Meilen langen Tri-Oval statt, ab 1980 auf dem Oval im Infield mit einer Länge von 0,75 Meilen. Richie Evans und George Kent waren die erfolgreichsten Fahrer dieser Veranstaltung, wobei jeder jeweils zwei Rennen der insgesamt 15 Rennen gewinnen konnte. Im Jahre 1992 wurde das Race of Champions von Pocono zum Flemington Speedway verlegt.

## Streckenkonfiguration
Der Pocono Raceway besitzt ein einzigartiges Design. Jede Kurve wurde nach Kurven auf drei verschiedenen Rennstrecken geplant und gebaut. Der mittlerweile stillgelegte Trenton Speedway diente als Vorbild für Kurve 1, der Indianapolis Motor Speedway für Kurve 2 und Kurve 3 ähnelt der Milwaukee Mile. Obwohl er von der Form her einem Tri-Oval ähnelt, sind die Kurven viel enger und im Stil von Haarnadelkurven gehalten, so dass die Strecke fast ein Dreieck darstellt. Erschwerend kommt hinzu, dass die Kurven nicht identisch sind und auch die Geraden eine unterschiedliche Länge aufweisen. So erfordert die Start- und Zielgerade oftmals ein zusätzliches Hochschalten. Obwohl die Strecke lang ist, ist die Durchschnittsgeschwindigkeit geringer als auf Strecken vergleichbarer Länge, was auf die engen und wenig überhöhten Kurven zurückzuführen ist.
Aufgrund des unrunden Designs des Pocono Raceway ist die Konfiguration der Wagen und das Können der Crew noch wichtiger als auf anderen Rennstrecken. Unter den Fahrern gibt es im Grunde nur zwei Meinungen: Die einen mögen sie, die anderen nicht. Vielfach ist dies abhängig davon, wie ihr Fahrstil zur Strecke passt und ob die Crew in der Lage ist, den Wagen entsprechend den besonderen Gegebenheiten der Strecke anzupassen. Daher wird die Strecke auch Tricky Triangle genannt.

## Besondere Ereignisse
- 4. August 1974: Richard Petty gewinnt das Eröffnungsrennen Pocono 500.
- 1. August 1976: Petty erreicht einen populären Sieg, nachdem David Pearson zwei Runden vor Schluss ein Reifen platzt.
- 20. Juli 1986: Tim Richmond kommt nach einem Unfall auf die Strecke zurück und siegt gegen Ricky Rudd und Geoff Bodine in einem Fotofinish.
- 18. Juni 2000: Jeremy Mayfield wirft Dale Earnhardt aus dem Rennen und holt sich so seinen zweiten Sieg im Winston Cup.
- 28. Juli 2002: Steve Park und Dale Earnhardt junior verwickeln sich am Ausgang von Kurve 1. Beide Wagen schlagen in die innere Begrenzung ein, wobei der Wagen von Park abhebt und über die Motorhaube von Earnhardts fliegt. Der Vorfall resultierte in einer längeren Rennunterbrechung, in der die alte Begrenzung, wie sie auf Highways genutzt wird, repariert werden musste. Kurze Zeit später wurden alle ähnlichen alten Begrenzungen gegen neue robuste ersetzt.
- 2006: Der Rookie des Jahres Denny Hamlin gewinnt beide Rennen in Pocono.
- 24. August 2015: Der Fahrer Justin Wilson stirbt nach einer Kollision mit einem Fahrzeugteil eines vorher verunfallten Konkurrenten.
- 19. August 2018: Robert Wickens verunglückt schwer und erleidet Rückenmarksverletzungen, die in zunächst an den Rollstuhl fesseln, jedoch keine Querschnittslähmung bedeuten.

## Kritik
Viele Fans und Fahrer behaupteten, dass das 500 Meilen-Rennen in Pocono zu lange dauerte. Ebenfalls äußerten sich einige Fahrer der Cup Series, dass die Rennstrecke die langweiligste im NASCAR-Kalender sei und dass sie die Renndistanz gerne auf 400 Meilen verkürzt sähen, deren Wunsch im Jahr 2012 erfüllt wurde. Auch forderten einige Fans ein Rennen der Nationwide Series oder Craftsman Truck Series im Rahmenprogramm, da der Pocono Raceway die einzige Rennstrecke neben dem Indianapolis Motor Speedway ist, auf dem nicht mindestens ein Rennen der genannten Serien abgehalten wird. Das einzige Rennen im Rahmenprogramm ist die ARCA-Serie.

## Rennen

### Aktuell
- NASCAR Cup Series – The Great American Getaway 400
- NASCAR Xfinity Series – Explore the Pocono Mountains 225
- NASCAR Craftsman Truck Series – CRC Brakleen 175
- ARCA Menards Series – Sunset Hill Shooting Range 150

### Ehemalige
- USAC und CART – Pocono 500 (1971–1989)
- IndyCar Series – ABC Supply 500 (2013–2019)

## Rekorde
- Monster Energy NASCAR Cup Series Qualifying: Kyle Larson, 183.438 mph (295.215 km/h), 2014
- Monster Energy NASCAR Cup Series Rennen: Jeff Gordon, 145.384 mph (233.972 km/h), 2011
- IndyCar Qualifying: Juan Pablo Montoya, 223.871 mph (360.285 km/h), 2014
- IndyCar Rennen: Juan Pablo Montoya, 202.402 mph (325.734 km/h), 2014
- CART Qualifying: Emerson Fittipaldi, 211,715 mph (340,649 km/h), 1989
- CART Rennen: Danny Sullivan, 170,720 mph (274,688 km/h), 1989